# Бельграно (департамент, Сан-Луис)
Департамент Бельграно  (исп. Departamento de Belgrano) — департамент в Аргентине в составе провинции Сан-Луис.
Территория — 6626 км². Население — 3985 человек. Плотность населения — 0,60 чел./км².
Административный центр — Вилья-Хенераль-Рока.

## География
Департамент расположен на западе провинции Сан-Луис.
Департамент граничит:
- на севере — с департаментом Аякучо
- на востоке — с департаментом Коронель-Принглес
- на юге — с департаментом Сан-Луис
- на западе — с провинцией Мендоса

## Административное деление
Департамент состоит из 4 муниципалитетов
- Вилья-Хенераль-Рока
- Ла-Калера
- Ноголи
- Вилья-де-ла-Кебрада

## Важнейшие населенные пункты[3]
| № | Населённый пункт    | Населённый пункт (исп.) | Категория | Население чел. (2010) | На карте                        |
| - | ------------------- | ----------------------- | --------- | --------------------- | ------------------------------- |
| 1 | Ноголи              | Nogolí                  | поселок   | 739                   | 32°55′07″ ю. ш. 66°19′26″ з. д. |
| 2 | Ла-Калера           | La Calera               | поселок   | 598                   | 32°52′38″ ю. ш. 66°50′36″ з. д. |
| 3 | Вилья-де-ла-Кебрада | Villa de la Quebrada    | поселок   | 523                   | 33°01′00″ ю. ш. 66°17′32″ з. д. |
| 4 | Вилья-Хенераль-Рока | Villa General Roca      | поселок   | 162                   | 32°39′55″ ю. ш. 66°27′09″ з. д. |